# Trutkobbsklackarna
Trutkobbsklackarna (finska: Louekaarinpaadet) är klippor i Finland.   De ligger i kommunen Helsingfors i landskapet Nyland, i den södra delen av landet, 9 km sydväst om huvudstaden Helsingfors.
Terrängen runt Trutkobbsklackarna är mycket platt.  Närmaste större samhälle är Helsingfors, 8,6 km nordost om Trutkobbsklackarna. 